# کالج شهر ساکرامنتو
 کالج شهر ساکرامنتو یک کالج دو ساله واقع در ساکرامنتوی کالیفرنیا است. این دانشگاه در سال ۲۰۰۹ به ۲۵٬۳۰۷ دانشجو پذیرش داده بود.